# 무산소 운동
무산소 운동(無酸素運動, 영어: anaerobic exercise)은 운동에 필요한 에너지를 주로 무산소 호흡(무기호흡)으로부터 얻는 운동이다. 무산소 호흡의 방식은 ATP - PC 시스템과 젖산발효 시스템이 있다. 반대 개념은 유산소 운동인데, 유산소 운동은 산소를 이용한 호흡(유기호흡)을 통해 운동에 필요한 에너지를 얻는다. 최대 운동 강도, 운동 지속 시간은 무산소 운동의 경우는 8초 정도, 유산소 운동의 경우는 33초 정도이다.
저항운동으로도 불린다. 

## 특징
무산소 운동은 짧은 시간에 강한 힘을 낼 수 있지만, 금방 피로해지기 때문에 운동을 오래 지속할 수 없다. 무산소 호흡의 두 가지 방식 중 ATP - CP 시스템은 CP(크레아틴 인산)가 금방 고갈되기 때문에 운동을 오래 지속할 수 없다. 젖산 발효의 생성물인 젖산은 근육의 손상을 회복하는 데 도움을 주는 것으로 밝혀졌으며, 고강도 운동 시 무기인산의 비율이 높아지며 인산칼슘이 형성돼 근육에 피로가 쌓인다.

## 무산소 운동의 예
던지기경기, 도약경기, 씨름, 역도, 펜싱, 야구 등이 속한다.

## 유산소 운동과 무산소 운동
일반적으로 무산소 운동은 호흡을 멈추고 짧은 시간에 강하고 많은 에너지를 이용하는 활동이 포함되며 이는 주로 단시간에 근육을 활성화시킬 목적으로 행한다. 따라서 유산소 운동과는 다르게 고강도 운동으로 이루어지며 신체가 긴급하게 에너지 공급을 받는 과정에서 에너지 생산효율이 가장 높은 탄수화물을 에너지원으로 사용하게 된다.
반면 유산소 운동은 활동 전반에 걸쳐서 지속적인 산소공급을 위한 유연한 호흡 조절을 통해서 신체를 효과적으로 다루도록 의도함으로 호흡과 동작에 균형을 전제하게 된다. 따라서 유산소운동은 비교적 편안한 호흡을 전제로 신체를 물리적으로 사용함으로써 탄수화물 뿐만 아니라 지방도 에너지원으로 사용하게 된다.

## 같이 보기
- 고강도 훈련(HIT)
- 근력 트레이닝
- 근비대
- 웨이트 트레이닝
- 인터벌 트레이닝
- 피지컬 피트니스
- 호흡